# Alexander William Williamson
Alexander William Williamson (Londres, 1 de maio de 1824 — Surrey, 6 de maio de 1904) foi um químico inglês.
Era cego de um olho e tinha um braço paralisado.

## História da química
Williamson descobriu uma nova forma de produzir éter etílico. Até então, éter era produzido através da desidratação do etanol com ácido sulfúrico. Ao tentar confirmar uma ideia de Charles Frédéric Gerhardt e sintetizar o n-butanol, ele reagiu etanolato de potássio (o sal de potássio do etanol) com iodeto de etila, obtendo éter dietílico (e não n-butanol).
Esta reação (íon alcóxido + haleto de alquila primário -> sal + éter) se chama síntese de Williamson.

## Pesquisa sobre éteres

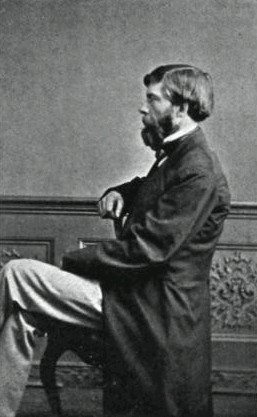
Alexander Williamson

Williamson é creditado por sua pesquisa sobre a formação de éteres assimétricos pela interação de um alcóxido, com um haloalcano, conhecida como síntese de éter de Williamson. Ele considerava éteres e álcoois como substâncias análogas e construídas sobre o mesmo tipo que a água, e introduziu ainda o tipo água como uma base amplamente aplicável para a classificação de compostos químicos. O método de declarar a constituição racional dos corpos em comparação com a água ele acreditava ser capaz de ampla extensão, e que um tipo, ele pensava, seria suficiente para todos os compostos inorgânicos, bem como para os orgânicos mais conhecidos, a fórmula da água sendo tomada em certos casos como duplicada ou triplicada.
Sua síntese de éteres assimétricos provou a teoria apresentada por Charles Frédéric Gerhardt e Auguste Laurent de que os éteres têm duas vezes mais átomos de carbono do que álcoois e não a mesma quantidade que argumentada por Liebig. Da mesma forma, sua síntese de ácido clorossulfúrico em 1854 refutou a hipótese de que o ácido sulfúrico é um composto de água (que se supunha ter fórmula de HO) e trióxido de enxofre.
 

Já em 1850, ele também sugeriu uma visão que, de forma modificada, é de fundamental importância na teoria moderna da dissociação iônica, pois, em um artigo sobre a teoria da formação do éter, ele insistiu que em um agregado de moléculas de qualquer composto há uma troca constantemente acontecendo entre os elementos que estão contidos nele; Por exemplo, no ácido clorídrico, cada átomo de hidrogênio não permanece silenciosamente em justaposição com o átomo de cloro com o qual se uniu pela primeira vez, mas muda de lugar com outros átomos de hidrogênio. Uma hipótese um tanto semelhante foi apresentada por Rudolf Clausius na mesma época.